# Robert Cheboror

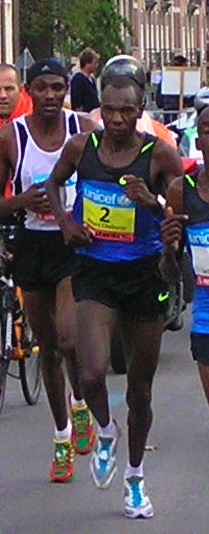
Robert Cheboror 2008 beim Amsterdam-Marathon

Robert Cheboror (* 9. September 1978) ist ein kenianischer Langstreckenläufer, der sich auf den Marathon spezialisiert hat.
2002 machte er zum ersten Mal auf sich aufmerksam, als er einen Halbmarathon in Lille in 1:01:42 gewann. 2003 belegte er dann den zweiten Platz beim Berliner Halbmarathon.
2004 wurde er zunächst Zweiter beim Boston-Marathon und siegte dann beim Amsterdam-Marathon in seiner persönlichen Bestzeit von 2:06:23.
Beim Marathon der Leichtathletik-Weltmeisterschaften 2005 in Helsinki wurde er Elfter.
2006 belegte er beim Hamburg-Marathon den zweiten und beim Chicago-Marathon den fünften Platz.